# 베르톨트 4세 폰 체링겐 공작
체링겐 공작 베르톨트 4세(1125년경 – 1186년 12월 8일)는 체링겐 공작이자 부르고뉴 총독이었다. 그는 체링겐 공작 콘라트 1세와 룩셈부르크—나무르의 클레멘티아의 아들이었다. 그는 프리부르를 포함한 수많은 도시를 세웠다.

## 생애
베르톨트 4세는 1152년에 그의 아버지 콘라트 1세의 뒤를 이어 체링겐 공작으로 즉위했다. 베르톨트는 또한 부르고뉴의 시스쥐랑(Cisjuran, 프랑스) 영토를 함께 정복하고 1152년 이탈리아 전역에서 그를 도운 후 바르바로사와 합의하여 받은 “부르군디 공작”의 칭호를 주장했다. 그러나 부르고뉴 정복은 실패했고, 1156년 황제 프리드리히 바르바로사는 이브레아 가문(Ivrea)의 마지막 부르고뉴 백작의 딸인 베아트리체와 결혼했다. 이것은 베르톨트의 주장을 방해했고, 베르톨트는 부르고뉴 총독의 칭호를 받았고, 제네바, 로잔 및 시옹에 걸친 전 쥐라 지역(‘스위스’)에 대한 대군주가 되었다.
이웃한 슈바비아 공작 프리드리히 4세와의 경쟁으로 인해 그는 튀빙겐 불화(1164-1166)에서 벨프 4세의 편에서 싸웠다. 1173년에 그는 취리히의 대군주가 되었다.
검은 숲의 성 베드로 수도원의 묘지 항목에는 Berchtoldus 4. dux de Zaeringen, officium cum 5 candelis. Depositio Iohannis Tüfer abbatis : “베르톨트 IV, 체링겐 공작은 세례자 요한을 기리기 위해 5개의 양초를 기증했다.”라고 나와 있다.

## 결혼과 이슈
베르톨트 4세는 프로부르크의 하일비크와 결혼하여 세 자녀를 두었다.
- 마지막 체링겐 공작 베르톨트 5세. 그가 죽은 후 키부르크 백작과 우라흐 백작은 체링겐의 소유물을 상속받았다.
- 우라흐 백작 에기노 4세와 결혼한 아그네스 — 테넨바흐 수도원의 괴사에 따르면 그녀는 베르톨트 5세의 딸이었다.
- 안나, 키부르크 백작 울리히 3세와 결혼